# Châteauvieux (Hautes-Alpes)
Châteauvieux ist eine französische Gemeinde im Département Hautes-Alpes in der Region Provence-Alpes-Côte d’Azur. Sie gehört zum Kanton Tallard im Arrondissement Gap.
Sie grenzt im Norden an Gap, im Osten an Lettret, im Süden an Tallard und im Westen an Neffes. Der Dorfkern befindet sich auf 783 m.

## Geschichte
Im Mittelalter hieß die Ortschaft „Châteauvieux-sur-Tallard“.

### Bevölkerungsentwicklung
| Jahr      | 1962 | 1968 | 1975 | 1982 | 1990 | 1999 | 2008 | 2012 | 2018 |
| --------- | ---- | ---- | ---- | ---- | ---- | ---- | ---- | ---- | ---- |
| Einwohner | 157  | 142  | 141  | 240  | 332  | 408  | 438  | 464  | 496  |